# 奧利佛·科爾維爾

奧利佛·科爾維爾（英語：Oliver Colvile，1959年8月26日—）是一位英格蘭政治人物，他的黨籍是保守黨。自2010年開始，他擔任普利茅斯薩頓和德文波特選區選出的英國下議院議員，至2017年連任失敗。